# パピヨン (1973年の映画)
『パピヨン』（Papillon）は、1973年のアメリカ合衆国の伝記犯罪映画。監督はフランクリン・J・シャフナー、出演はスティーブ・マックイーンとダスティン・ホフマンなど。
胸に蝶の刺青をしていることで「パピヨン」と呼ばれた男が、1931年に無実を叫びながら終身刑となったものの、脱獄に成功し、後にベネズエラ市民権を取得したというアンリ・シャリエールの同名自伝小説を映画化したもの。当時の公開コピーによると、小説は世界1,000万部のベストセラーを記録。
製作のロベール・ドルフマンと製作総指揮のテッド・リッチモンドは、『レッド・サン』で、大スターの顔合わせを実現して話題となっており、つづいて本作でもマックイーンとホフマンの2大スター共演を実現させた。
ジェリー・ゴールドスミスの音楽は、1973年度のアカデミー作曲賞にノミネートされ、しばしば映画音楽の名曲の一つとしてコンサートなどで取り上げられてきた。
日本では、1974年3月に初公開。1977年5月にリバイバル公開された。なお、DVDが1996年12月5日に発売され、2003年10月1日に「パピヨン 製作30周年記念 特別版」のDVDが発売された。

## ストーリー
ケチな金庫破りで捕まった男。その男は「胸に蝶の刺青」を入れていることから、「パピヨン」とあだ名されていた。パピヨンは仲間の裏切りに遭い、幾つもの罪を着せられた末に「終身刑」の判決を受けてしまう。この刑を受けた人間は、祖国フランスを追放される上に、南米ギアナのデビルズ島で過酷な強制労働が科せられるのだった。
パピヨンは脱獄することを決意するが、それには看守を買収した上、ボートや食料を入手するための多額の資金が必要だった。そこでパピヨンは、同じ服役囚のドガという男に目を付ける。ドガは国債偽造で逮捕された男で、今もその腕が噂される偽札作りの天才だった。
当初、パピヨンはドガと取引することで逃亡費用を稼ごうとするが、やがて2人は奇妙な絆で結ばれてゆく。

## キャスト
| 役名         | 俳優                     | 日本語吹替                                  | 日本語吹替                                                                                                  | 日本語吹替 |
| 役名         | 俳優                     | テレビ朝日版                                | フジテレビ版                                                                                                | 機内上映版 |
| ------------ | ------------------------ | ------------------------------------------- | --- | ---------- |
| パピヨン     | スティーブ・マックイーン | 内海賢二                                    | 宮部昭夫 | 宮部昭夫   |
| ルイ・ドガ   | ダスティン・ホフマン     | 愛川欽也                                    | 東野英心 | 津嘉山正種 |
| マチュレット | ロバート・デマン         | 富山敬                                      | 安原義人 |            |
| クルジオ     | ウッドロー・パーフリー   | 穂積隆信                                    | 小林清志 |            |
| ジュロ       | ドン・ゴードン           | 寺島幹夫                                    | 渡部猛 |            |
| トゥーサン   | アンソニー・ザーブ       | 千葉耕市                                    | 緒方敏也 |            |
| バロット     | ウィリアム・スミザーズ   | 横森久                                      | 加藤精三 |            |
| スペリオル   | バーバラ・モリソン       | 京田尚子                                    | 市川千恵子                                                                                                  |            |
| サンティーニ | ロン・ソブル             | 緑川稔                                      | 緑川稔 |            |
| 不明 その他  |                          |                                             | 渡辺典子 鳳芳野 中島喜美栄 徳丸完 宗形智子 平林尚三 向殿あさみ 川浪葉子 尾崎桂子 幹本雄之 郷里大輔 広瀬正志 |            |
|              |                          |                                             | |            |
| 演出         | 演出                     |                                             | 春日正伸 |            |
| 翻訳         | 翻訳                     |                                             | 進藤光太 |            |
| 効果         |                          |                                             | |            |
| 調整         |                          |                                             | |            |
| 制作         | 制作                     |                                             | ザック・プロモーション                                                                                      |            |
| 解説         | 解説                     | 淀川長治                                    | 高島忠夫 |            |
| 初回放送     | 初回放送                 | 1977年10月16日 『日曜洋画劇場』 21:00-23:24 | 1979年3月2日 『ゴールデン洋画劇場』 21:00-23:24                                                             |            |

※スティーヴ・マックィーン没後30年特別愛蔵版DVD、2011年リリースのレンタル向けDVD/BDは機内上映版を除くテレビ版両バージョンが収録（フジテレビ版は正味113分、テレビ朝日版は正味118分）。

## スタッフ
- 監督：フランクリン・J・シャフナー
- 製作：ロベール・ドルフマン（英語版）、フランクリン・J・シャフナー
- 製作総指揮：テッド・リッチモンド（英語版）
- 原作：アンリ・シャリエール
- 脚本：ダルトン・トランボ、ロレンツォ・センプル・ジュニア
- 撮影：フレッド・J・コーネカンプ
- 音楽：ジェリー・ゴールドスミス
- 編集：ロバート・スウィンク（英語版）
- 美術：アンソニー・マスターズ
- 提供：アライド・アーティスト・ピクチャーズ・コーポレーション、コロナ＝ジェネラル、ソーラープロダクションズ